# Tesikhori
Tesikhori is een bestuurslaag in het regentschap Nias Selatan van de provincie Noord-Sumatra, Indonesië. Tesikhori telt 250 inwoners (volkstelling 2010).